# LEOCH
LEOCH International Technology Limited（LEOCH リオーチ）は、1999年に設立された中国のバッテリーメーカーである。

## 解説
香港証券取引所のメインボード（証券コード：842）に上場している国際的な新しいハイテク企業である。代表的な商品LP、LPC、LPX、LDCシリーズを始めとし多種多様な鉛蓄電池の研究開発、製造、販売を専門としており、何年にもわたる成長の後、Leochはエネルギー産業の主要な企業の1つになり、中華人民共和国（「PRC」）の鉛蓄電池メーカーのトップの輸出量を誇っている。また、同社は世界中で数社しか製造を行っていないPure lead acid battery（ピュアレッドバッテリー）の製造、販売も行っている。
日本国内では株式会社オリエンタルがLEOCH社の日本正規代理店として、小口から大口ロットの輸入、商品保管、国内点検、国内輸送業務を担っている。